# Malcoratge
El malcoratge, melcoratge, morquerol o blet (Mercurialis annua) és una planta del gènere Mercurialis, de la família Euphorbiaceae. Mercurialis annua necessita cultius de regadiu (hortícoles). El nom "mercurial", amb el que a vegades es coneix aquesta planta, no és el veritable nom comú en català, car està derivat de la nomenclatura científica o nom llatí del gènere Mercurialis. Mercurialis annua té una olor característica d'herba, però repugnant i forta i un gust desagradable; una mica amarg i salat.

## Morfologia

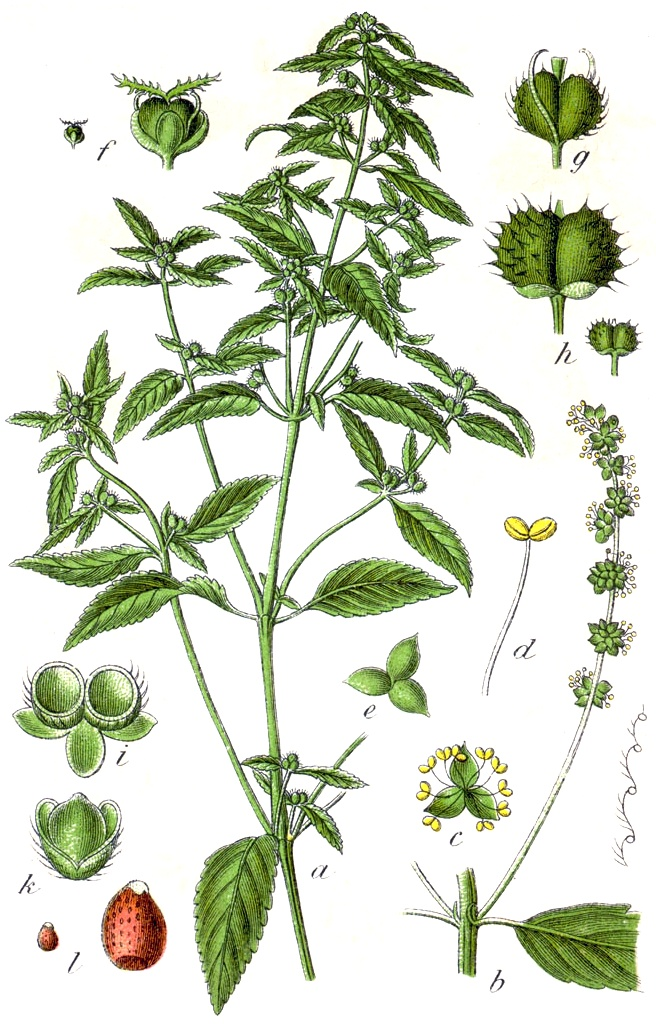
Malcoratge; flors i fruits

És una de les poques espècies del gènere Mercurialis present als Països Catalans. Floreix de febrer a octubre i com el seu nom indica és un teròfit anual, té un cicle vital d'un període inferior o igual a un any.
Té dimensions variables, des de pocs centímetres fins a 3 pams d'altura (entre 5 i 50 cm). Les principals característiques són les fulles simples (a vegades també pinnades o palmades), lanceolades, de fins a 20-70mm de longitud i 10-30 mm d'amplada, situades en parelles, dues en cada nus, primes i lluents, amb una textura membranosa i un marge enserrellat. Normalment es troben en disposició alternada i amb estípules.
Estan sostingudes per un prolongat rave, que es fa més curt en les fulles superiors. L'arrel és allargada i fibrosa.
Només presenta una tija ramificada des de la base que amida des de 30 a 70 cm d'altura. Entre la tija i la cua de les fulles, en els malcoratges masculines, sorgeixen uns cabdells tan llargs com les fulles, que treuen les flors masculines aglomerades.
És una planta dioica (rarament hermafrodita). Les flors masculines acaben en espigues més llargues que les fulles, mentre que les flors femenines en grups compactes i curts, en les axil·les de les fulles.
L'androceu consta d'entre 8 i 25 estams i l'ovari de 2 carpels del que surten dos estils divergents i papillosos.
El gineceu està format per 2, 3 o com a molt 4 carpels lliures o units amb branques separades. És súper, sincàrpic i bicarpel·lar.
Quant a la pilositat, conté un indument de pèls simples, estrellats, escamosos o glandulars que envolten la càpsula.
El periant és inconspicu o rares vegades vistós i diclàmid: és a dir, doble, compost de sèpals i de pètals. Així, normalment no consten de pètals i tenen tres sèpals oovats, d'àpex agut i labres, però també pot ser que el periant sigui absent.
Els fruits, de sabor herbaci repugnant i persistent, provenen de càpsules trícoques (amb tres parets) que es desprenen d'una columna central i llencen les granes per tres sistemes d'obertura; té dehiscència triple.
Si provenen d'un gineceu pluricarpel·lar cenocàrpic els fruits són simples mentre que si procedeixen d'un gineceu pluricarpel·lar apocàrpic són fruits múltiples o col·lectius.
Alhora, la càpsula està coberta de pèls, que al madurar se separa en 2 parts i cada una s'obra per deixar sortir una única llavor amb una petita protuberància.

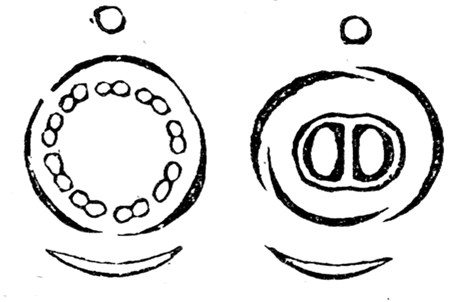
Flors masculines i femenines

### Distinció entre espècies
Mentre que les espècies vivaces es distingeixen amb facilitat, no passa el mateix amb les espècies anuals. La sexualitat dels individus en les espècies anuals és relativament variable, i no resulta un caràcter determinant en la seva diferenciació; les tres espècies admeses (M. annua, M. ambigua i M. huetii) presenten una sexualitat completa que dona origen a la presència d'individus unisexuals o hermafrodites -en aquest cas amb diferent tipus d'inflorescències, i, encara que la proporció de plantes hermafrodites respecte a les unisexuals és clarament diferent en les tres espècies, davant un exemplar aïllat no sempre pot ser utilitzat aquest caràcter amb total garantia.
Els caràcters de les fulles sí que resulten diferenciables, encara que les mesures han de ser realitzades sobre les fulles del mig, preferentment de la tija principal; les fulles que formen part dels verticils axil·lars, les que es desenvolupen cap a l'extrem superior de les plantes i, sobretot, les del final de l'època vegetativa, presenten proporcions diferents de menor avast diagnòstic. Finalment, l'indument és un caràcter complementari de certa utilitat en el seu diagnòstic.

## Distribució i hàbitat

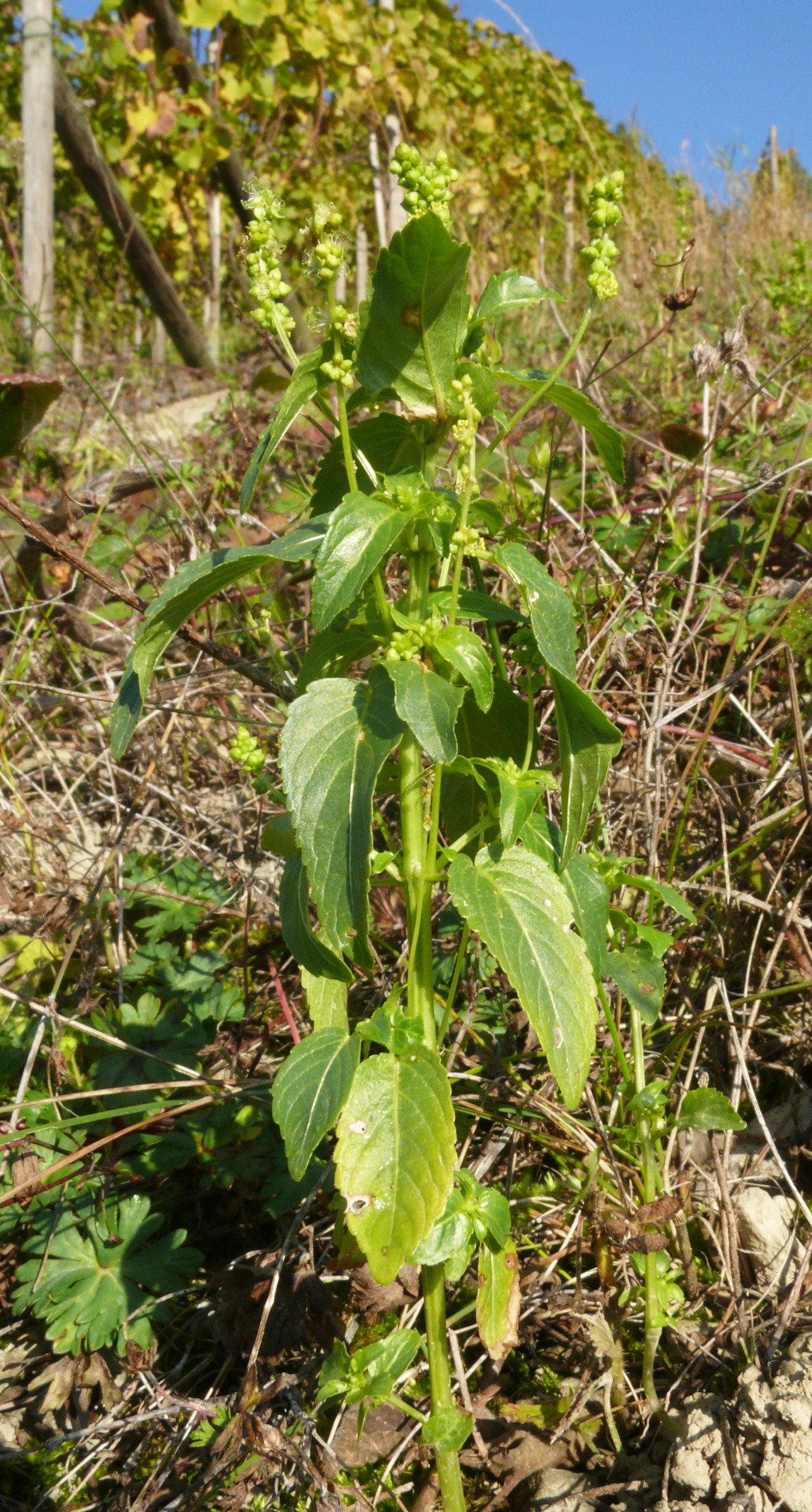
Malcoratge, (Mercurialis annua)

És una planta subcosmopolita, originària del Mediterrani. A partir del segle xvi es va estendre a Europa central fins a Escandinàvia i també a la zona d'Amèrica septentrional.
El malcoratge es troba normalment creixent en mates, a les voreres de camps i als camins. És una planta ruderal i una de les plantes que millor indiquen els indrets degradats, com els llocs on s'ha llençat escombraries, els erms resultants de l'alteració del terreny original a causa de la proliferació excessiva del bestiar o les pràctiques agrícoles perjudicials. Com sovint envaeix els camps, horts i jardins, es considera una mala herba.

## Farmacologia
És una mala herba tòxica que conté uns principis actius, les saponines, que químicament es comporten com a substàncies detergents, és a dir, tenen capacitat per dissoldre membranes lipídiques i, per tant, produir gastroenteritis i hemòlisi una vegada absorbida. S'utilitza tota l'herba (herba mercurialis) però les parts aèries són les que tenen més fins medicinals. Conté petites quantitats d'essència, un principi amarg, matèria colorant, grassa, metilamina i trimetilamina. En totes les parts orgàniques d'aquesta planta es troba una substància comògena, l'anomenada hermidina (del grec Hermes, equivalent al Mercuri dels llatins), de la qual s'origina un pigment blau quan la planta s'asseca. Aquest pigment recorda al blau del tornassol. Com a usos medicinals el suc de la planta és esmètic, emol·lient i purgatiu. S'utilitza de manera externa per tractar problemes de l'oïda i els ulls, i també berrugues. Tot i això, les seves virtuts purgants no tenen gaire interès perquè abunden purgants excel·lents.

## Història
Dioscòrides Pedaci parla del Mercurial, dels quals Laguna en realitza els següents comentaris en referència a la seva etimologia: “la Mercurial s'anomena així per haver estat trobada pel Déu Mercuri, i després comunicada als homes. [···] Durant l'època medieval, el mercurial no només es tenia com a verdura comestible “de la naturalesa dels espinacs” sinó que arribaren a cultivar-la als horts.